# Mario Borzaga
Mario Borzaga (Trento, 27 de agosto de 1932 – Provincia de Bolikhamxai, 25 de abril de 1960) fue un sacerdote católico italiano que sirvió como misionero en Laos.

## Biografía
Fue el tercero de cuatro hermanos en una familia profundamente devota, por lo que a sus 20 años ingresó en la Congregación de Misioneros Oblatos de María Inmaculada, en 1952.
Fue ordenado sacerdote a sus 24 años, el 24 de febrero de 1957. Meses más tarde fue seleccionado para ser misionero en Asia.

## Misión
Llegó en octubre de 1957, el país se encontraba recuperándose de la Guerra de Indochina. Falleció asesinado por el Pathet Lao debido a motivos religiosos, siendo de esta manera un mártir y actualmente se encuentra en el proceso de canonización.

## Proceso de canonización
En el acto de beatificación Su Santidad dijo sobre él:

«Su heroica fidelidad a Cristo puede resultar un estímulo y un ejemplo para los misioneros, en especial para los catequistas, que en tierras de misión realizan un valioso e irremplazable trabajo apostólico, por el que toda la Iglesia está agradecida.» Papa Francisco, 2016.